# 海南島戦役
海南島戦役とは、国共内戦の終盤、1950年に起きた戦いである。 中華人民共和国は4月16日、海南島内陸部の大部分を支配していた海南共産主義運動の支援を受け、海南島へ水陸両方で攻撃を実施したが、中華民国は海岸を防衛していた。 中華民国軍は海口近くの北部に集中していたが、上陸後は南への撤退を余儀なくされた。人民解放軍は月末までに海南南部の都市を占領し、5月1日に勝利を宣言した。

## 背景

中国本土に対する海南島の位置

### 海南共産主義運動
中国共産党は1926年に海南島に支部を設立していた。支部と中国共産党指導部との間の連絡は当初から希薄であり、その結果、海南の共産主義運動は独自に発展し、最小限の外部支援で活動することとなった。海南の共産主義者は、第一次国共合作の終結に伴う中華民国による弾圧によって大きな打撃を受けた。そのため、島の狭い地理的条件により共産主義者はほぼ壊滅状態にあった。 本土の生存者と同様、少数の生存者は都市部の海岸を捨てて田舎の内陸部に移った。1929年、海南共産主義運動の指導者である王文明は、馮白駒を後継者に指名した。
中国共産党と中華民国は日本の侵略に対抗して第二次国共合作を開始した。海南島への正式な取り決めは、日中戦争開始後の1938年になって初めて行われた。 海南島の共産主義者は、海南島作戦によってさらに孤立した。 戦争が終わるまで中国共産党指導部との通信はほとんどなく、無線連絡もなかった。 海南の共産主義者と中華民国との間の限定的な敵対は1940年に再開された。海南の共産主義者は海南独立縦隊（HIC）と呼ばれる民兵組織を結成した。 一方、中華民国は、リー族の領土を占領し物資支援を要求することで、南部内陸山地の先住民族リー族を疎外した。1943年7月、王国興と王玉進が率いるリー族は白沙蜂起で中華民国軍を攻撃した。リー族は粉砕され、中華民国の報復を受けた。王国興と王宇進は生き残った。王玉進の提案により、リー族は北部内陸部に拠点を置く共産主義者と同盟を結んだ。 共産主義者たちは生存のためにリー族に大きく依存しており、その主要拠点は1943年から1944年にかけて南の五指山に移った。
1945年の第二次世界大戦の終結後、国共内戦は激化した。海南島では、中華民国はリー族の領土を離れ、海岸沿いに再拠点を築いた。 海南省の共産主義者は、中華民国による封鎖の中で成長するために、リー族の領土へのアクセスを利用した。 中国共産党本土との通信を維持することは依然として困難であった。1946年に島を放棄するという中国共産党本部の命令は、海南の共産主義者によって拒否された。彼らは日本の撤退後の数年間を費やして島民の支持を築き上げた。

### 人民解放軍の準備

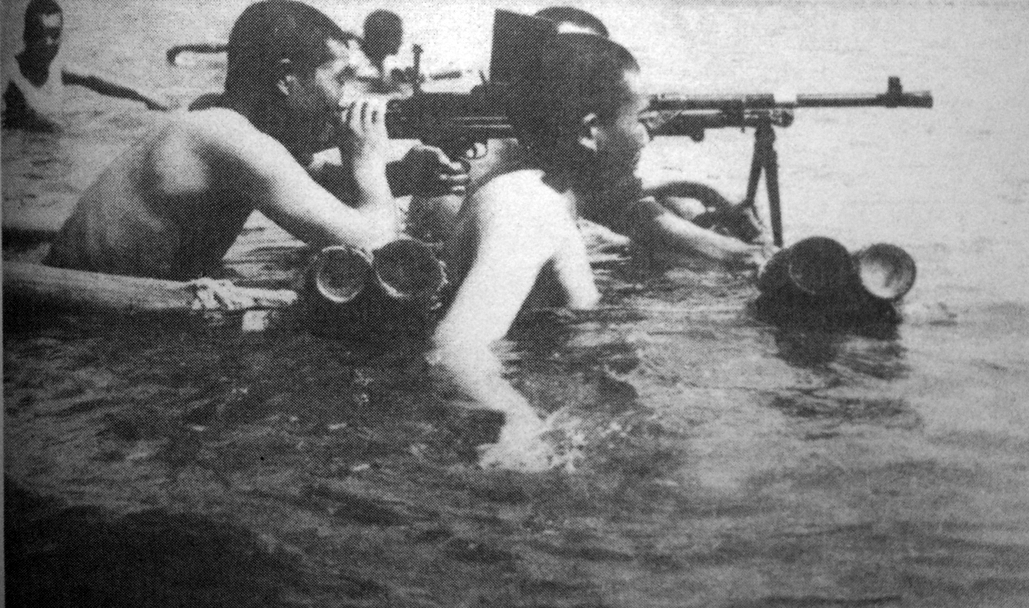
1949年、攻撃の訓練を受ける人民解放軍兵士

1949年末までに、人民解放軍は中華民国の残りの拠点を構成する島々を占領して戦争を終わらせようとしていた。中華民国が優れた海軍と空軍を保持していたため、これらの任務は困難だった。 人民解放軍海軍は夏に中華民国の船を拿捕して初めて結成され始めた。人民解放軍は準備ができておらず、10月の金門島と11月の登步島への侵攻に失敗していた影響で、海南島への侵攻は延期された。 1950年1月、毛沢東は国賓訪問のためソ連滞在中に侵攻を承認した。
人民解放軍の第4野戦軍が侵攻の任務を負った。 海南から瓊州海峡を渡った広東省の雷州半島に配備された。 鄧華将軍率いる第15軍団は海峡横断侵攻に参加することになった。金門島での敗北の影響で、より一層の準備が進められた。
侵攻の計画は1949年から1950年の冬に行われた。 1949年の秋、王国興と馬白山は中華民国支配地域を通って共産党支配の北京を訪問した。彼らは中華人民共和国開国大典のために市内にいた。海南の代表団は人民解放軍の進軍を受けて南に戻る前に人民解放軍指導部と協議した。 彼らは、海南と人民解放軍本部の将校の両方が出席した1950年2月の最終侵攻計画会議に間に合うように到着した。馬は、北からの攻撃は海口への正面攻撃と消耗戦ではなく挟み撃ちで行うべきだと提案した。
共産党南部支部党局は、人民解放軍の海南侵攻に備えて通貨を準備し配布するよう海南共産主義運動に命令した。この通貨は、海南島での物資を購入するために、侵攻した人民解放軍部隊に発行されることになった。より広範な分布と利用は、島を中国経済と結び付けるのに役立つだろうと考えていた。海南共産主義運動は1949年から1950年の冬と春に戦時公債を発行してこれに応じた。これにより中華民国による最終的な共産主義者の弾圧が開始された。中華民国海南総督の陳済棠もほぼ同時期に通貨発行を試みた。これは中華民国政府からの支援がなかったこともあり失敗に終わった。
侵攻に先立って、ソ連の支援を受けて3か月の訓練が行われた。 訓練には水泳、帆船やモーターボートの操縦も含まれた。
風がジャンク船にとってより有利になると考えたソ連の助言により、侵攻は数週間延期された。一方、4月と5月の主な上陸では冬の好ましい風を利用することができなかった。

### 国民党軍の準備
中華民国軍にはおそらく20万人の正規軍と民兵が含まれていた。 ニューヨーク・タイムズ紙のシーモア・トッピングは、8万人の退役軍人を含む14万人の軍隊がいるとした。しかし多くは本土から撤退した軍人であり、士気が低下し、物資も不十分であった。彼らには難民も同行していた。守備隊のほとんどは海口周辺に集中していた。中華民国空軍と海軍は人民解放軍よりも優れた装備を備えており、25機の戦闘機と50隻の軍艦を備えていた 。
薛岳将軍は1949年末に海南防衛の任務を与えられ、1950年初頭に共産主義者の弾圧を開始した。海南の共産主義者は2月に「壊滅」したが、排除はされていなかった。
中華民国政府は台湾の防衛に集中しており、援軍や物資の要求のほとんどを拒否した。

## 攻撃

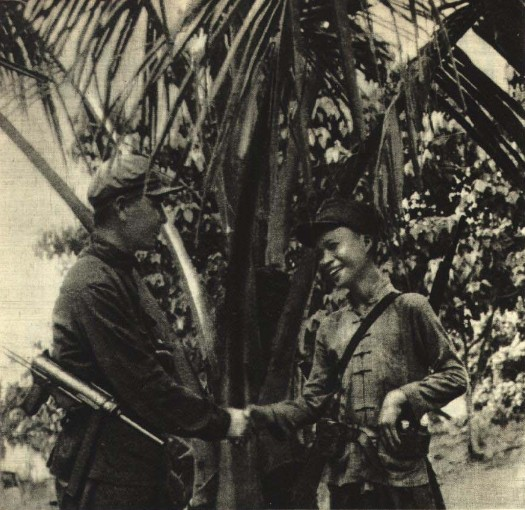
海口の共同占領直後、握手する中国人民解放軍の兵士（左）と海南共産主義運動軍の兵士（右）。

### 前期攻撃
中華民国軍は海南島と雷州半島の人民解放軍基地を何のダメージも受けずに爆撃した。後者には対空防御力がほとんどなかった。
1950年2月下旬から、人民解放軍は小規模上陸作戦によって海南人民軍を強化し、ほとんどが探知を回避した。上陸部隊の強さは分散によって隠蔽された。 3月10日、26日、31日には数十個のジャンク船を使用した大規模な移動が発生した。

### 本攻撃
人民解放軍の主な水陸両方での攻撃は4月16日の夜に始まった。人民解放軍は318隻のジャンク船で複数回に分かれて渡河した。中華民国空軍と海軍により多くの輸送船が撃沈された。作戦による4,000人の人民解放軍の死傷者のほとんどは、最初の横断中に発生した。共産主義勢力はすぐに連携した。海南人民軍は橋頭堡を準備し、4月17日の朝までに10万人を超える人民解放軍が上陸した。4月23日には北部の海口が陥落した。中華民国軍の防衛体制は指揮の不統一と物資不足により崩壊した。中華民国軍は共産主義者の追撃を受けて南に後退した。中華民国は司令官、約7万人の兵士と難民を避難させた。海口から7日以内に南部の三亜と楡林が共産主義者の手に落ち、5月1日に中華人民共和国は勝利を宣言することができた。

## その後

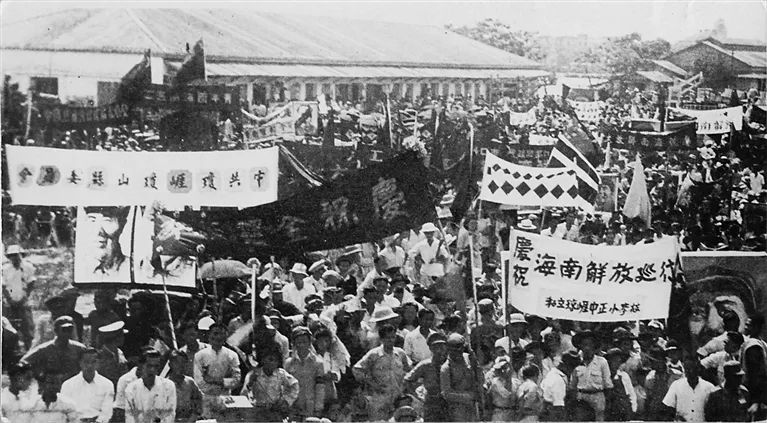
1950年5月1日の海南の「解放」を祝うパレード

この戦役は、朝鮮戦争の勃発と第一次台湾海峡危機によってすぐに影が薄くなった。
中国共産党はその後10年間、海南共産主義運動を疎外した。 中国共産党は、海南共産主義運動のイデオロギー的厳密性の相対的な欠如と、その認識されている「地域主義」に不満を抱いていた。海南共産主義運動の生存戦略は現実的であり、リー族との妥協も含まれていた。地元の共産主義者とリー族は中国の土地改革計画に対する顕著な障害となった。
中華人民共和国の軍事史は第15軍団の行動を強調している。海峡を越えた攻撃は、軍人と漁民が乗組む木製ジャンクの「人民船団」が金属製の中華民国の軍艦と戦うという話として広まった。海南共産主義運動とリー族の役割はあまり注目されていなかった。海南共産主義運動にとって、この戦いは外部からの支援がほとんどない中、23年間にわたって中華民国と戦ってきた戦争の集大成となった
。